# Bulbophyllum calviventer
Bulbophyllum calviventer är en orkidéart som beskrevs av Jaap J. Vermeulen. Bulbophyllum calviventer ingår i släktet Bulbophyllum och familjen orkidéer. Inga underarter finns listade i Catalogue of Life.